# موسسه تحقیقات گیاه‌پزشکی کشور
مؤسسه تحقیقات گیاهپزشکی کشور یکی از موسسه‌های سازمان تحقیقات، آموزش و ترویج کشاورزی است که با هدف پاسخگویی به نیازهای پژوهشی بخش‌های اجرایی وزارت جهاد کشاورزی در حوزه گیاه‌پزشکی کشاورزی راه‌اندازی شد. این مؤسسه در ۲۸ مرکز تحقیقات و آموزش کشاورزی و منابع طبیعی دارای بخش تحقیقات گیاه‌پزشکی و همکار تحقیقاتی است. این موسسه دارای انتشارات گوناگونی در زمینه گیاه‌پزشکی است.

## تاریخچه
در سال ۱۳۰۲ هجری شمسی در مجموعه‌ای با عنوان «اداره تشخیص محلی آفات و مبارزه با آن» پایه‌گذاری شده است. در سال ۱۳۰۶، این اداره به «بنگاه دفع آفات» تغییر نام داد و دو نقش تحقیقاتی و اجرایی را به‌طور توأم به عهده گرفت. پس از تصویب «مؤسسهٔ دفع آفات حیوانی و سرم‌سازی ایران»، «انستیتو تحقیقات آفات و بیماری‌های گیاهی» ایجاد شد و سپس «مؤسسه تحقیقات آفات و بیماری‌های گیاهی» تغییرنام یافت که در سال ۱۳۸۶ به نام کنونی آن تغییر یافت.

## بخش‌های تحقیقاتی
این مؤسسه دارای یازده بخش تحقیقاتی به شرح زیر است:
- بخش تحقیقات آفت‌کش‌ها
- بخش تحقیقات بیماری‌های گیاهی
- بخش تحقیقات جانورشناسی کشاورزی
- بخش تحقیقات حشره‌شناسی کشاورزی
- بخش تحقیقات رده‌بندی حشرات
- بخش تحقیقات رستنی‌ها (گیاه‌شناسی)
- بخش تحقیقات سن گندم
- بخش تحقیقات علف‌های هرز
- بخش تحقیقات کنترل بیولوژیک
- بخش تحقیقات نماتدشناسی گیاهی
- بخش تحقیقات ویروس‌شناسی گیاهی

همچنین بخش هماهنگی امور پژوهشی به هماهنگی بین بخش‌ها و مراکز تحقیقاتی می‌پردازد. گروه تحقیقات توسعه‌ای نیز یک گروه فرابخشی است. همچنین مرکز رشد و نوآوری فناوری‌های گیاهپزشکی در درون این موسسه فعالیت می‌کند.

## موزه‌های تخصصی
- موزه هرباریوم کشاورزی ایران
- موزه حشرات هایک میرزایانس
- موزه جانورشناسی کشاورزی

## مجله‌های تخصصی
این مؤسسه دارای دو مجله علمی پژوهشی با مجوز وزارت علوم، تحقیقات و فناوری و یک مجله علمی ترویجی است.
- مجله آفات و بیماری‌های گیاهی[۳]
- مجله مهار زیستی در گیاه‌پزشکی[۴]